# 走為上計
走為上計，或云“走為上策”，語出《南齊書·王敬則傳》提到的「三十六策」：「敬則曰：『檀公三十六策，走是上計。汝父子唯應急走耳。』」檀公，指南朝宋時名將檀道濟，走為上計指檀道濟伐魏不利，主動退兵事。三十六本為虛數，極言多的意思。後來有好事者穿鑿附會，取書籍中的成語或典故，為名目，湊足三十六之數。
現代中文俗語「三十六計，走為上計」（或說「三十六著，走為上著」）就是起源於此。此句在《水滸傳》第二回與鲁迅 《且介亭雜文二集－－「題未定」草》也有引用。

## 原文
全師避敵。左次無咎，未失常也。

### 譯文
全軍退卻，避強待機。這種以退為進的指揮方法，是符合正常用兵法則的。